# Hiếu Hiển Vương hậu
Hiếu Hiển Vương hậu (27 tháng 4 năm 1828 - 18 tháng 10 năm 1843) (왕후) là vương phi của Triều Tiên Hiến Tông, quốc vương thứ 24 của nhà Triều Tiên. Bà thuộc dòng dõi An Đông Kim thị và là con gái của Kim Tổ Căn (김조근)

## Tiểu sử
Bà sinh ngày 27 tháng 4 năm 1828. Cha bà là Kim Tổ Căn còn mẹ bà xuất thân từ gia tộc Hàn Sơn Lý thị. Bà trở thành vương phi năm 1837, và qua đời khi mới 15 tuổi vào năm 1843, không có con thừa tự. Thụy hiệu của bà là Đoan Thánh Túy Nguyên Kính Huệ Tĩnh Thuận Hiếu Hiển Vương hậu (端聖粹元敬惠靖順孝顯王后).
Sau khi Cao Tông lập Đại Hàn đế quốc, truy phong bà là Hiếu Hiển Thành Hoàng hậu (孝顯成皇后)

## Gia đình
- Thân phụ: Kim Jo-Geun (1793 - 1844) (김조근) 
  - Ông nội: Kim Ji-Sun (김 LES 순)
  - Bà: Phu nhân Mẫn thị của tộc Yeoheung Min (민씨)
- Mẹ: Phu nhân Lý thị của tộc Hansan Lee 
  - Ông nội: Lee Hee-Seon (1775 - 1818)
  - Bà: Phu nhân Phác thị của gia tộc Bannam Park (1774 - 1811) (반남 박씨)
- Phối ngẫu: Triều Tiên Hiến Tông (8 tháng 9 năm 1827 - 25 tháng 7 năm 1849) (헌종)